# Stephen Nichols
Stephen Earl Nichols (* 19. Februar 1951 in Cincinnati, Ohio) ist ein US-amerikanischer Schauspieler und Synchronsprecher. Einem breiten nationalen Publikum wurde er durch seine Rolle des Steve „Patch“ Johnson in der Fernsehserie Zeit der Sehnsucht bekannt, die er seit 1985 verkörpert.

## Leben
Nichols wurde am 19. Februar 1951 in Cincinnati geboren. Er machte seinen Abschluss an der Meadowdale High School und verzichtete danach auf ein Kunststipendium an der Ohio State University. Seit dem 24. Oktober 1984 ist er mit Lisa Nichols verheiratet. Die beiden sind Eltern von drei Kindern, die alle ebenfalls kleine Rollen in der Fernsehserie Zeit der Sehnsucht erhielten.
Er debütierte 1978 im Spielfilm Beziehungsweise andersrum als Schauspieler. Danach folgten Episodenrollen unter anderen in Der Denver-Clan, Dallas, T. J. Hooker sowie Die Fälle des Harry Fox. Seit 1985 spielt er die Rolle des Steve „Patch“ Johnson in der Fernsehserie Zeit der Sehnsucht in bisher über 1600 Episoden. 1986 verkörperte er die Rolle des Brandon Sinclair im Horrorfilm Witchboard – Die Hexenfalle. 1987 war er als Tänzer im Musikvideo zum David-Bowie-Lied Time Will Crawl zu sehen. 1989 stellte er im Fernsehdreiteiler In 80 Tagen um die Welt die historische Rolle des Jesse James dar. Wiederkehrende Serienrollen in den 1990er Jahren hatte er unter anderen in Second Chances, Harrys Nest und von 1996 bis 2003 in 88 Episoden in der Fernsehserie General Hospital als Stefan Cassadine. Von 2010 bis 2013 wirkte er in der Fernsehserie Schatten der Leidenschaft in der Rolle des Tucker McCall in 256 Episoden mit.

## Filmografie (Auswahl)
- 1978: Beziehungsweise andersrum (A Different Story)
- 1981: Der Denver-Clan (Dynasty, Fernsehserie, Episode 1x01)
- 1981: Choices
- 1982–1983: Dallas (Fernsehserie, 2 Episoden)
- 1983: Wizards and Warriors (Fernsehserie, Episode 1x07)
- 1984: Killing Time (Kurzfilm)
- 1985: T. J. Hooker (Fernsehserie, Episode 4x11)
- 1985: Die Fälle des Harry Fox (Crazy Like a Fox, Fernsehserie, Episode 1x09)
- 1985: House – Das Horrorhaus (House)
- seit 1985: Zeit der Sehnsucht (Days of Our Lives, Fernsehserie)
- 1986: Witchboard – Die Hexenfalle (Witchboard)
- 1989: In 80 Tagen um die Welt (Around the World in 80 Days, Fernsehdreiteiler)
- 1990: Matlock (Fernsehserie, Episode 5x10)
- 1991: L.A. Law – Staranwälte, Tricks, Prozesse (L.A. Law, Fernsehserie, Episode 5x12)
- 1991: Lieblingsfeinde – Eine Seifenoper (Soapdish)
- 1991: Grüße aus dem Jenseits (Shades of LA, Fernsehserie, Episode 1x14)
- 1992: Mord ist ihr Hobby (Murder, She Wrote, Fernsehserie, Episode 8x11)
- 1992: FBI: The Untold Stories (Fernsehdokuserie, Episode 1x22)
- 1992: 2000 Malibu Road (Fernsehserie, 4 Episoden)
- 1992: California Clan (Santa Barbara, Fernsehserie, 25 Episoden)
- 1993: Renegade – Gnadenlose Jagd (RenegadeFernsehdokuserie, Episode 2x07)
- 1993: Melrose Place (Fernsehserie, Episode 2x11)
- 1993: Die Nanny (The Nanny, Fernsehserie, Episode 1x09)
- 1993–1994: Second Chances (Fernsehserie, 5 Episoden)
- 1994: A Hard Rain (Kurzfilm)
- 1994: In der Hitze der Nacht (In the Heat of the Night, Fernsehserie, Episode 7x17)
- 1994: Ein Strauß Töchter (Sisters, Fernsehserie, Episode 5x05)
- 1994: Diagnose: Mord (Diagnosis Murder, Fernsehserie, Episode 2x08)
- 1995: Harrys Nest (Empty Nest, Fernsehserie, 3 Episoden)
- 1995: Cover Girl Mörder (Cover Me)
- 1995: Phoenix
- 1995: Heaven’s Tears
- 1996: The Glass Cage
- 1996: General Hospital: Twist of Fate
- 1996–2003: General Hospital (Fernsehserie, 88 Episoden)
- 1997: Die FBI Connection (Deep Cover)
- 1997: Port Charles (Fernsehserie)
- 1998: Merchants of Venus
- 2002: She Spies – Drei Ladies Undercover (She Spies, Fernsehserie, Episode 1x08)
- 2009: L.A. Crash (Fernsehserie, Episode 2x05)
- 2010–2013: Schatten der Leidenschaft (The Young and the Restless, Fernsehserie, 256 Episoden)
- 2019: Die Weihnachtskönigin – (K)ein Like zum Fest (A Beauty & the Beast Christmas)
- 2022: Days of Our Lives: Beyond Salem (Miniserie, 4 Episoden)

## Synchronisationen (Auswahl)
- 1997: Blue Heat: The Case of the Cover Girl Murders (Computerspiel)